# Apprentissage ensembliste
 (août 2017).
Si vous disposez d'ouvrages ou d'articles de référence ou si vous connaissez des sites web de qualité traitant du thème abordé ici, merci de compléter l'article en donnant les références utiles à sa vérifiabilité et en les liant à la section « Notes et références ».

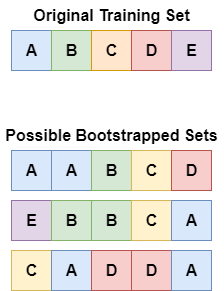
Image liée à l'apprentissage ensembliste, utilisable pour plusieurs algorithmes d'apprentissage tels qu'en statistique et en apprentissage automatique

En statistique et en apprentissage automatique, l'apprentissage ensembliste utilise plusieurs algorithmes d'apprentissage pour obtenir de meilleures prédictions. 
Par exemple, l'ensemble de méthodes bagging, boosting et les forêts aléatoires est un exemple d'apprentissage ensembliste. Un ensemble combine {\displaystyle k} méthodes, {\displaystyle M_{1}}, {\displaystyle M_{2}}, ..., {\displaystyle M_{k}}.